# 12月7日 (旧暦)
旧暦12月7日（きゅうれきじゅうにがつなのか）は、旧暦12月の7日目である。六曜は赤口である。

## できごと
- 元禄8年（グレゴリオ暦1696年1月11日） - 大坂・千日前で、赤根屋半七と女舞三勝が心中。浄瑠璃『艶容女舞衣』の題材に[要出典]
- 慶応3年（グレゴリオ暦1868年1月1日） - 神戸港が外国船に向けて開港。
- 同慶応3年、天満屋事件。海援隊/陸援隊士15人が新選組7人と京都油小路の旅籠・天満屋で斬り合う。

## 誕生日
- 慶長17年（グレゴリオ暦1613年1月27日） - 良如、僧（+ 1662年）
- 文化11年（グレゴリオ暦1815年1月16日） - 鍋島直正、佐賀藩主（+ 1871年）
- 文政10年（グレゴリオ暦1828年1月23日） - 西郷隆盛、明治維新の元勲（+ 1877年）

## 忌日
- 養老5年（ユリウス暦721年12月29日） - 元明天皇、43代天皇（* 661年）
- 貞治6年/正平22年（ユリウス暦1367年12月28日） - 足利義詮、室町幕府2代将軍（* 1330年）